# Concattedrale di Santa Maria Assunta (Vieste)
La basilica concattedrale di Santa Maria Assunta è il duomo di Vieste e concattedrale dell'arcidiocesi di Manfredonia-Vieste-San Giovanni Rotondo. Nel 1981 fu insignita del titolo di basilica minore da papa Giovanni Paolo II.

## Storia
Il duomo di Vieste fu edificato nell'XI secolo, ma la sua struttura originaria romanica si è modificata nel corso dei secoli per le distruzioni operate dal sisma del 1223, dalle incursioni dei Saraceni, nonché dal terremoto del Gargano del 1646. Tali eventi hanno costretto alla ricostruzione della facciata (seconda metà del XVIII secolo) e al rifacimento del campanile, crollato nel 1772. Inoltre il susseguirsi di stili e gusti diversi hanno introdotto motivi soprattutto barocchi, ben evidenti all'interno della chiesa: l'originale soffitto a capriate è stato coperto da un ricco soffitto ligneo settecentesco di scuola napoletana; le tre absidi con cui terminavano le tre navate della chiesa sono state sostituite da due cappelle laterali e da un presbiterio centrale coronato da un coro ligneo; la penombra tipica delle chiese romaniche è stata avvilita da una intensa luminosità prodotta da una serie di dodici finestre poste nella parte alta della navata centrale; solo le colonne della chiesa romanica sono state liberate dalle successive strutture barocche durante i lavori di restauro eseguiti negli anni 1976-80 e 1988-2000.

## Descrizione

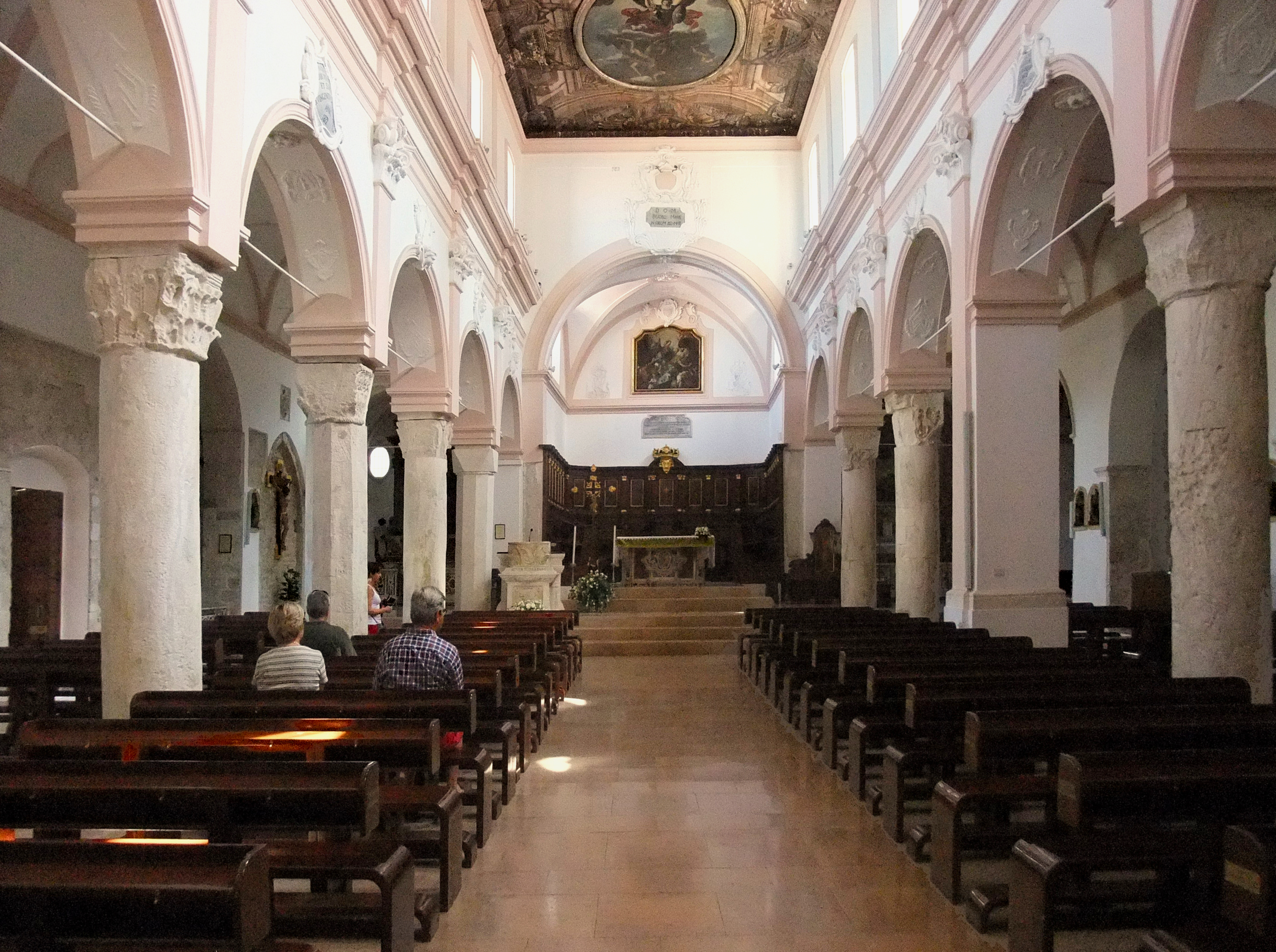
Interno

La chiesa è a pianta a croce latina, con tre navate suddivise da colonne di stili diversi e transetto. Il presbiterio è dominato da una grande tela di Luigi Velpi (1779) raffigurante la Cacciata dei venditori dal tempio; l'altare maggiore risale al 1769 ed è affiancato da un Crocifisso ligneo settecentesco; fa da corona al presbiterio un coro ligneo del Seicento.
Il soffitto settecentesco dipinto a tempera è impreziosito da tre tele raffiguranti Maria Vergine assunta in cielo, a cui è intitolata la basilica, San Giorgio, protettore di Vieste, e San Michele arcangelo, patrono dell'arcidiocesi.
Nella navata di destra si trovano le seguenti cappelle:
- la cappella della Vergine di Merino, ove si trova una statua lignea della Madonna risalente all'epoca tardo gotica;
- la cappella di San Francesco di Paola
- la cappella di San Michele arcangelo, dove si trova una scultura del Gesù morto di scuola michelangiolesca;
- la cappella di Sant'Anna, dove sono esposti alcuni reperti archeologici trovati durante i lavori di restauro della cattedrale, tra cui un sarcofago longobardo dell'VIII secolo;
- la cappella dell'Addolorata
- la cappella del Santissimo Sacramento, che in origine era l'abside terminale della navata destra; qui è posta una tela del 1771 raffigurante Madonna con bambino e santi.

Nella navata di sinistra si trovano invece queste altre cappelle:
- la cappella del battistero, con statua della Vergine immacolata del 1756;
- la cappella di San Giorgio, con statue moderne degli arcangeli Michele e Raffaele e reliquie di padre Pio da Pietrelcina;
- dopo l'ingresso laterale, nei cui pressi è l'unica finestra monofora che si è conservata della primitiva cattedrale romanica, si trova la cappella del Rosario, in cui è collocata una delle opere di maggior pregio del duomo: una pala del 1581 di Michele Manchelli raffigurante la Madonna del rosario con Santi, attorniata da 15 pannelli ove sono rappresentati i misteri del rosario;
- la cappella della Santissima Trinità, che in origine era l'abside con cui terminava la navata sinistra.